# Chromis leucura
Chromis leucura (Gilbert, 1905) è un pesce osseo appartenente alla famiglia Pomacentridae.

## Distribuzione e habitat
La specie è diffusa nelle zone tropicali dell'Indo-Pacifico ma non ha un areale continuo bensì sparso in località isolate anche molto lontane tra le quali le Hawaii, le isole Marchesi, le isole Ryūkyū, Mauritius e Réunion. La specie è nota solo per pochi individui.
Vive in gruppi nelle barriere coralline presso le sporgenze o negli ammassi di corallo isolati, a profondità abbastanza alte.
Vive tra 20 e 119 metri di profondità.

## Descrizione
L'aspetto è quello tipico del genere Chromis. La colorazione del corpo è bluastra abbastanza scura con la pinna caudale e la parte posteriore del peduncolo caudale bianchi. Un bordo nero è presente sulla pinna dorsale, poi attraversa il peduncolo caudale al confine tra il colore bianco e quello blu e continua bordando la pinna anale. Una macchia nera è presente attorno all'occhio e alla base delle pinne pettorali. Le pinne ventrali sono gialle con un bordo anteriore nero. La pinna caudale è lunata.
Raggiunge gli 8,5 cm di lunghezza.

## Biologia
Poco nota.

### Comportamento
È un animale diurno. Forma gruppi.

### Alimentazione
Si nutre di alghe e zooplancton.

### Riproduzione
È una specie ovipara, le uova aderiscono al fondale e vengono sorvegliate dal maschio.